# Paul Penhoët
Paul Penhoët (* 28. prosince 2001) je francouzský profesionální silniční cyklista jezdící za UCI WorldTeam Groupama–FDJ.

## Hlavní výsledky
2019
6. místo Bernaudeau Junior
6. místo La Route des Géants
Mistrovství Evropy
9. místo silniční závod juniorů
2021
Tour d'Eure-et-Loir
 celkový vítěz
 vítěz bodovací soutěže
 vítěz soutěže mladých jezdců
L'Étoile d'Or
vítěz 3. etapy
Mistrovství světa
8. místo silniční závod do 23 let
2022
Středozemní hry
 vítěz silničního závodu
2. místo Youngster Coast Challenge
Tour de Normandie
3. místo celkově
 vítěz bodovací soutěže
vítěz 5. etapy
5. místo Dorpenomloop Rucphen
6. místo Grand Prix de la Ville de Lillers
Mistrovství světa
8. místo silniční závod do 23 let
2023
vítěz Tour du Finistère
Tour Poitou-Charentes en Nouvelle-Aquitaine
 vítěz bodovací soutěže
vítěz 2. etapy
2. místo Tour de Vendée
3. místo Paříž–Chauny
4. místo Classic Loire Atlantique
4. místo Paříž–Bourges
5. místo Grand Prix de Fourmies
7. místo La Roue Tourangelle
9. místo Clásica de Almería
9. místo Polynormande
9. místo Grand Prix d'Isbergues
10. místo Paříž–Tours